# Prisión de Gikondo
La Prisión de Gikondo o bien la Prisión central de Gikondo (en francés: Prison Centrale de Gikondo) es una cárcel de Kigali, la capital del país africano de Ruanda. Fue construida en la década de 1930, y sólo estaba destinado originalmente para albergar a unos pocos miles de reclusos. Tras el genocidio de Ruanda, las cifras aumentaron por encima de 50.000 como resultado de la incorporación de reclusos que fueron genocidas. Muchos de ellos fueron llevados a los tribunales Gacaca para someterse a juicio por crímenes de guerra en un espacio en la prisión. El Comité Internacional de la Cruz Roja jugó un papel importante en la revisión de los lugares de detención y visitando a los detenidos acusados de participar en el genocidio.